# Boris Glavan
Boris Glavan (potrivit unor surse Glăvan; în rusă Борис Григорьевич Главан; n. 24 decembrie 1920, Țarigrad, raionul Drochia, Republica Moldova – d. 5 ianuarie 1943, Krasnodon, RSS Ucraineană, URSS) a fost un partizan sovietic moldovean, participant activ al mișcării clandestine în timpul celui de-Al Doilea Război Mondial. A fost membru al organizației clandestine antifasciste „Tânăra Gardă” (Молодая гвардия). 

## Biografie
S-a născut în satul Țarigrad (acum în raionul Drochia, Republica Moldova) din județul Bălți, Basarabia (România), în familia artileristului Grigore Glavan și a Zinaidei Glavan, mama fiind de naționalitate rusă.
După ce a absolvit școala rurală, a intrat la o școală profesională din Soroca. După absolvirea anului IV a efectuat stagiul profesional direct la locul de muncă. În 1937 și-a încheiat cu succes studiile, iar în toamnă a promovat examenele de admitere la școala profesională superioară de patru ani din București, fiind înscris în primul an.
În 1940, odată cu ocupația sovietică a Basarabiei, a abandonat studiile de la București și s-a transferat în ultimul an al Școlii Pedagogice din Bălți.
În primele zile ale războiului s-a oferit voluntar într-un batalion de luptă împotriva sabotorilor, iar în august 1941 a intrat în Armata Roșie. Ca urmare a faptului că vorbea bine rusa și româna, a fost numit traducător la cartierul Diviziei 296 Infanterie. La sfârșitul lunii decembrie i s-a acordat gradul de sergent-major.
În primăvara anului 1942 Glavan a devenit membru al Comsomolului. În vara aceluiași an, participând la lupte grele defensive, a fost prins în încercuire alături de divizia sa. După ce a scăpat din încercuirea inamică, a decis să se îndrepte spre Krasnodon, unde părinții lui se stabiliseră în toamna anului 1941. A ajuns în luna august în orașul ocupat.
În Krasnodon, Glavan a făcut cunoștință cu partizanul Anatoli Popov și la recomandarea lui a fost primit în rândurile organizației clandestine „Tânăra Gardă”, care număra cca 100 de tineri, majoritatea comsomoliști.
Împreună cu camarazii săi, a scris și a distribuit pliante, a obținut arme. Ca fost soldat din prima linie, i-a învățat pe tineri să mânuiască armele, să ocolească patrulele fără a fi auziți, să îndepărteze paznicii. A participat activ la pregătirea și punerea în aplicare a operațiunilor armate ale „Tinerei Gărzi”, lovirea vehiculelor inamice, eliberarea prizonierilor de război.
La 5 ianuarie 1943 a fost arestat și, după torturi severe, a fost executat și aruncat într-o groapă minieră din regiunea Krasnodonului. A fost înmormântat în groapa comună a eroilor din piața centrală a aceluiași oraș.
A fost decorat post-mortem cu Ordinul Războiului Patriotic cl. I și cu Medalia „Partizan în Războiul pentru Apărarea Patriei” cl. I.

## Memorie

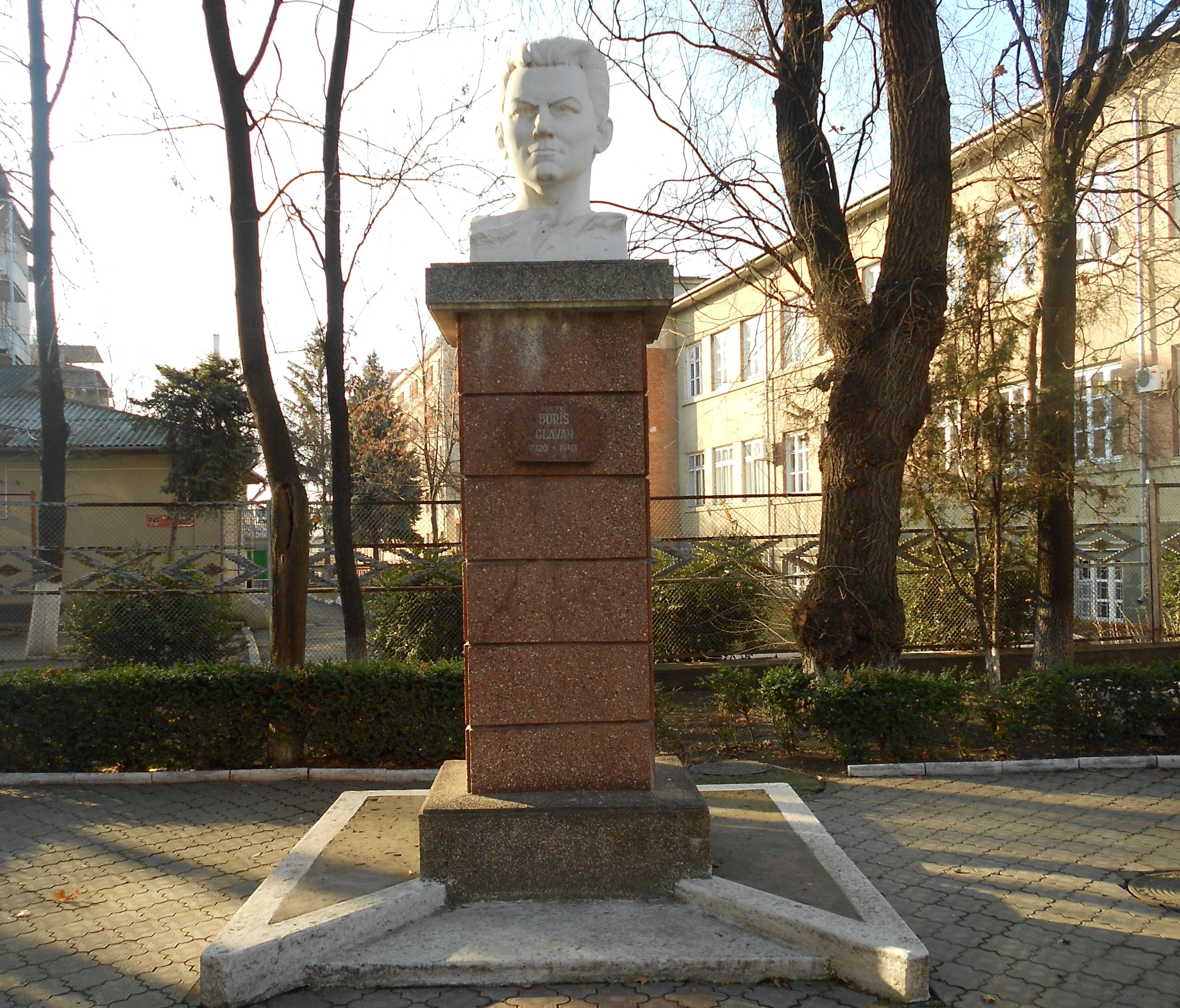
Bustul lui Boris Glavan din Bălți

Numele lui Boris Glavan îl poartă mai multe străzi din localitățile Republicii Moldova, precum și din orașe din fosta Uniune Sovietică. În Bălți, un bust al lui, executat de sculptorul Lazăr Dubinovschi, este instalat la Universitatea de stat A. Russo.
În Uniunea Sovietică au existat mai multe premii care i-au purtat numele – Premiile Comsomolului Moldovei „Boris Glavan”⁠(ru)[traduceți].